# Michel Ier le Brave
 (avril 2018).
Mihai Ier, surnommé Mihai Viteazul (en français Michel le Brave) est un prince valaque né en 1558 et mort le 8 août 1601. Au pouvoir entre 1593 et 1601, son règne est resté étroitement associé à la coalition militaire qu'il a réussi à mener contre l'Empire ottoman à la fin du XVIe siècle. Cette dernière était composée du Saint-Empire romain germanique, de la Pologne et des principautés médiévales de Valachie, Transylvanie, et Moldavie, sans compter la révolte des valaques épirotes de 1600-1601.

## Accession au trône de Valachie
Mihai, né en 1558, se présente comme un fils naturel du prince de Valachie Pătrașcu cel Bun (« le Bon »), issu de la vieille dynastie des Basarab. Il exerce des fonctions de ban puis de stolnic à la cour du prince Mihnea II Turcitul avant de devenir ban de Craiova en 1593, à la mort de Dobromir Crețulescu, l'oncle de son épouse. Ayant comploté contre le prince Alexandru III cel Rău (« le Mauvais »), il est condamné à mort par ce dernier pour sédition, mais est épargné par le bourreau. Grâce à de puissants appuis à Constantinople (auprès de la famille phanariote des Cantacuzènes à laquelle son épouse était apparentée par sa mère) il se fait élire prince de Valachie en septembre 1593.

## Prince de Valachie contre les Turcs
Il se rapproche de l'empereur Rodolphe II pour s'émanciper de la domination ottomane. En novembre 1594, il fait exécuter les créanciers qui ruinaient la Valachie. Le sultan ottoman Mourad III réplique en envoyant contre Michel le gouverneur de Roumélie, Hassan Pacha, vaincu par trois fois par Michel avant d'être tué en 1595 en franchissant une quatrième fois le Danube avec son armée. Michel, à la recherche d'alliés, reconnaît ensuite la suzeraineté du prince Sigismond Ier Báthory de Transylvanie.
Le 13 août 1595 a.s., Michel, à la tête de 16 000 Valaques et de 2 000 Transylvains, vainc l'armée de Koca Sinan Pacha, forte de 40 000 hommes, à la bataille de Călugăreni, dans les marais proches de Bucarest. Le 8 octobre, il entre à Târgoviște, ancienne capitale de la Valachie. Les Turcs évacuent Bucarest le 12 octobre et sont taillés en pièces à Giurgiu pendant leur retraite et retraversée du Danube.

## Prise de contrôle de la Transylvanie

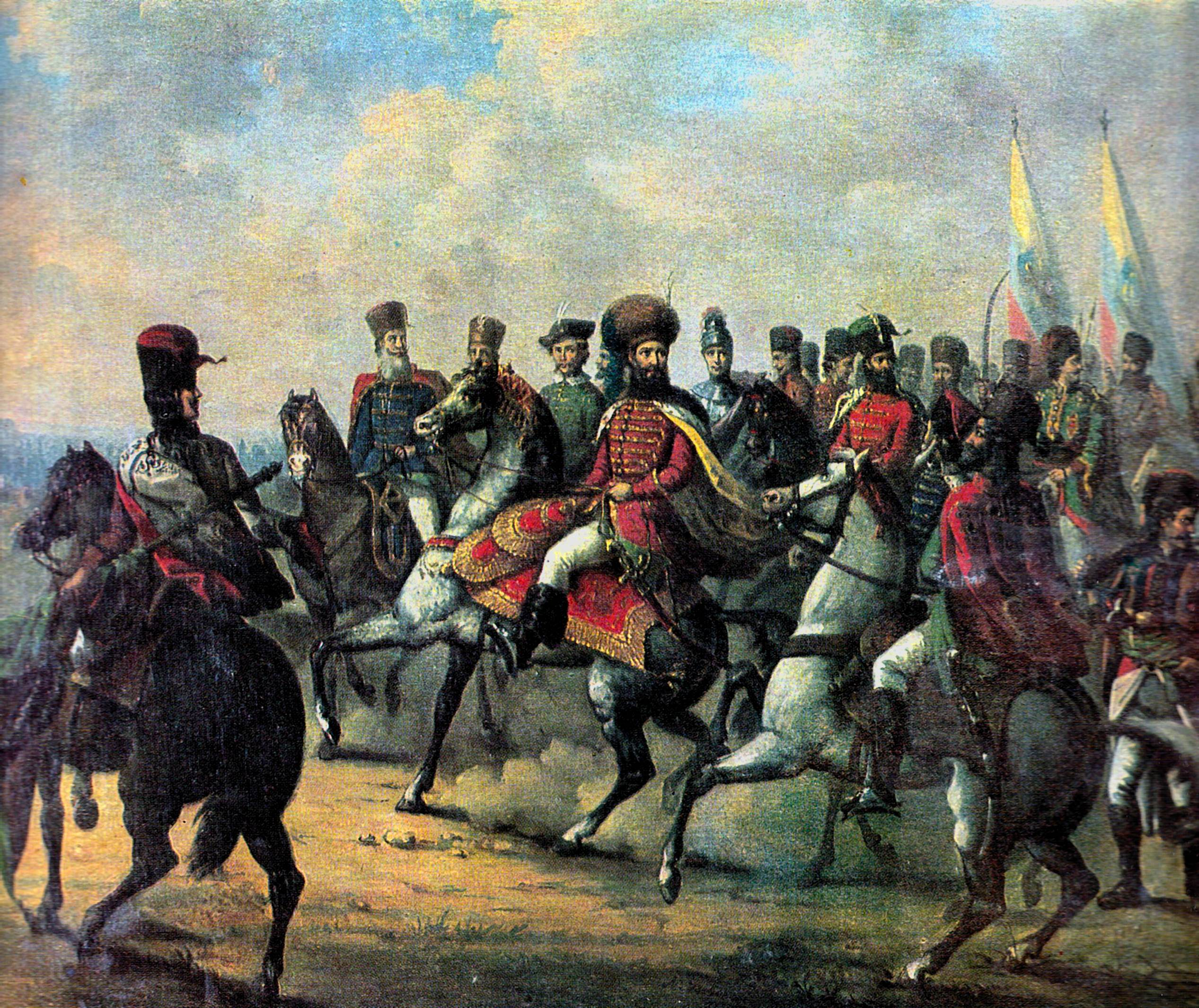
Michel le Brave et son armée.
Tableau de Nicolae Grigorescu.

En décembre 1595, Ștefan VIII, prince de Moldavie et protégé du prince de Transylvanie Sigismond Báthory, allié de Michel, est chassé du trône par les Polonais, qui le remplacent par leur allié Jérémie Movilă, que les Turcs reconnaissent.
Le 28 octobre 1596, les Turcs chassés de Valachie concluent un armistice avec Michel, et battent les troupes impériales. Sigismond Báthory abandonne la Transylvanie aux Habsbourg en 1598. Michel, qui était vassal de Sigismond, reconnaît Rodolphe II comme suzerain, et les Habsbourg lui assurent la possession héréditaire de la Valachie sans aucun tribut. Sigismond revient en Transylvanie cinq mois après, puis abdique en mars 1599, cette fois-ci en faveur de son cousin, le cardinal André Báthory, allié de la Pologne.
Le 28 octobre 1599, Michel écrase à la bataille de Șelimbăr, près de Sibiu, les forces de la noblesse transylvaine. Le cardinal André Báthory est tué peu après par des garde-frontières sicules. Michel entre en vainqueur dans la capitale Alba Iulia et devient prince de Transylvanie.

## Prise de pouvoir en Moldavie
En mai 1600, contre l'avis de Rodolphe II, il chasse Jérémie Movilă, vassal de la Pologne, du trône moldave. Ce faisant, il est le premier prince à régner simultanément sur les trois principautés où vivaient historiquement les Roumains, mais il ne s'agit pas d'une « préfiguration de la future Roumanie » comme on l'enseigne dans les écoles roumaines actuelles, car Michel ne tente pas d'unifier les institutions des trois principautés, laisse le trône de Valachie à son fils Nicolae II Pătrașcu et nomme comme régent de Moldavie, en juin 1600, son neveu Marc Cercel, fils de Petru II Cercel. Michel ne fait aucune référence aux droits valaques ni à la nation roumaine, uniquement identifiée par la langue à son époque : il agit en condottière poursuivant ses buts politiques personnels et, la même année, durcit le servage des paysans valaques en les liant à la terre et confirme les privilèges des aristocrates magyars transylvains.

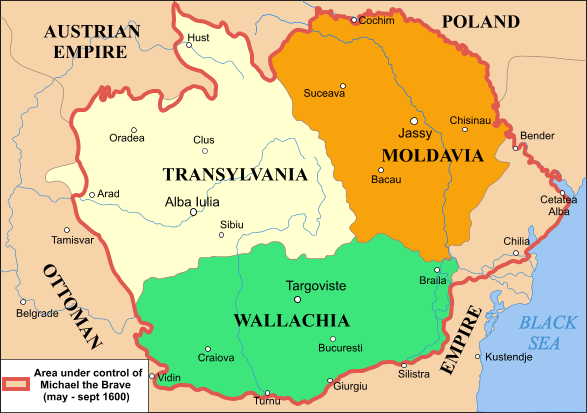
Les trois principautés et les territoires brièvement réunis sous l'autorité de Michel le Brave (mai - septembre 1600).

## Déclin et dernier sursaut
Le 18 septembre 1600, Michel est battu par Georges Basta, général italien au service des Autrichiens, près du village de Mirăslău. Le 20 octobre 1600, il est défait par l'armée polonaise du chancelier Jan Zamoyski, qui bat ensuite plusieurs fois celles de Michel et installe sur le trône de Valachie Simion Movilă, frère de Jérémie.
Ayant tout perdu, Michel se réfugie avec sa famille à Vienne, où il arrive en décembre 1600 ; l’empereur Rodolphe II oublie alors ses griefs envers lui, lui octroie un million de thalers et lui demande en retour d'aller avec Basta reconquérir la Transylvanie retombée une nouvelle fois aux mains de Sigismond Ier Báthory.
Le 3 août 1601, les troupes de Báthory sont complètement défaites à la bataille de Guruslău (aujourd’hui, un village de Hereclean) par les armées habsbourgeoises de Basta et de Michel le Brave, mais la mésentente divise les deux hommes. Pensant que Michel cherche à faire de nouveau cavalier seul pour reprendre les trônes des trois principautés pour lui-même, Basta le fait exécuter par ses mercenaires wallons dans son cantonnement de Câmpia Turzii, dans la plaine de Turda, le 8 août suivant.

## Famille et descendance
La mère du prince Michel était une phanariote dénommée Théodora, morte nonne sous le nom de Théophanie en 1606.
Michel épousa en 1584/1588 Stanca, fille du postelnic (ministre des Affaires étrangères, chef des clucères) Dumitru Neacşu dont est issu un fils, Nicolae II Pătrașcu, et une fille, Florica, veuve d'abord de Ștefaniță mort en 1602, puis en 1603 du postelnic Preda Floricioiu.
Avec sa concubine Tudora Târgşor, il eut également une fille, Maroula (Marula en roumain), qui épousa un boyard de premier rand : Socol din Cornăţeni (devenue la commune de Cornățelu) ou Socol Paharnicul,.

## Postérité
Presque toutes les villes roumaines comprennent des voies importantes, des places, des statues, des établissements d'enseignement, des institutions nommées en l'honneur de Michel Ier le Brave dont l'histoire est enseignée dans les écoles et fait l'objet d'un film roumain en deux parties de 1970 réalisé par Sergiu Nicolaescu et exploité en France sous le titre unique de « La dernière croisade » (titres originaux : Mihai Viteazul, Călugăreni et Mihai Viteazul : unirea).